# يو جي-تاي
يو جي-تاي هو عارض وكاتب سيناريو ومخرج وممثل كوري جنوبي، ولد في 13 أبريل 1976 بسول في كوريا الجنوبية.

## أعمال

### أفلام
- (2003) الفتى العجوز[5]
- (2005) سيدة الانتقام[6]

### مسلسلات تلفزيونية
| عام       | عنوان           | الدور         | قناة البث  | ملاحظة                          |
| --------- | --------------- | ------------- | ---------- | ------------------------------- |
| 1999      | قصة حب          | كانغ يون سوك  | اس بي اس   | الجزء "فقدت الأمتعة" الحلقة 5-6 |
| 2008–2009 | عاشق النجوم     | كيم تشول سوو  | اس بي اس   |                                 |
| 2014–2015 | المعالج         | كيم مون هو    | كي بي اس 2 |                                 |
| 2016      | زوجة جيدة       | لي تاي جون    | تي في ان   |                                 |
| 2017      | كلب مسعور       | تشوي كانغ وو  | كي بي اس 2 |                                 |
| 2017      | المشعوذون       | تشوي كانغ وو  | كي بي اس 2 | ح9                              |
| 2019      | أحلام مختلفة    | كيم مونغ بونج | ام بي سي   | [ 7 ]                           |
| 2020      | عندما يزدهر حبي | هان جاي هيون  | تي في ان   | [ 8 ]                           |

### مسلسلات ويب
| عام  | عنوان                                             | الدور                   | الشبكة  | مراجع        |
| ---- | ------------------------------------------------- | ----------------------- | ------- | ------------ |
| 2022 | سرقة الأموال: كوريا - المنطقة الاقتصادية المشتركة | بروفيسور / بارك سيون-هو | نتفليكس | [ 9 ] [ 10 ] |
| 2023 | فيجيلانتي                                         | جو-هيون                 | ديزني+  | [ 11 ]       |
| غ/م  | الأوغاد                                           | اسم الرمز جي            | تيفينج  | [ 12 ]       |

## وصلات خارجية
- يو جي-تاي على موقع IMDb (الإنجليزية)
- يو جي-تاي على موقع قاعدة بيانات الأفلام العربية
- يو جي-تاي على موقع ألو سيني (الفرنسية)
- يو جي-تاي على موقع أول موفي (الإنجليزية)
- يو جي-تاي على موقع قاعدة بيانات الأفلام السويدية (السويدية)
- يو جي-تاي على موقع قاعدة بيانات الأفلام السويدية (السويدية)
- يو جي-تاي على موقع قاعدة بيانات الفيلم (الإنجليزية)
- يو جي-تاي على موقع كينوبويسك (الروسية)